# طبق بتري

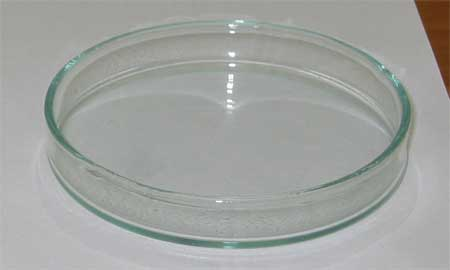
علبة بتري زجاجية

طَبَق أو عُلْبة بِتْرِي هو وعاء أسطواني غير عميق، مصنوع من الزجاج أو البلاستيك، ومزوَّد بغطاء. يستعمله علماء الأحياء لاستنبات الخلايا، كالبكتريا والفُطْريات. يُعد أكثر أنواع أطباق الاستنبات استعمالاً.
يأتي أصل التسمية من عالم البكتيريا الألماني يوليوس ريتشارد بتري الذي قام باختراعها عام 1887، عندما كان مساعداً لروبرت كوخ.
علبة بتري المصنوعة من الزجاج يمكن إعادة استخدامها بعد تعقيمها أما المصنوعة من اللدائن فيجب رميها بعد الاستعمال.